# الدرجة (درجة الحرارة)

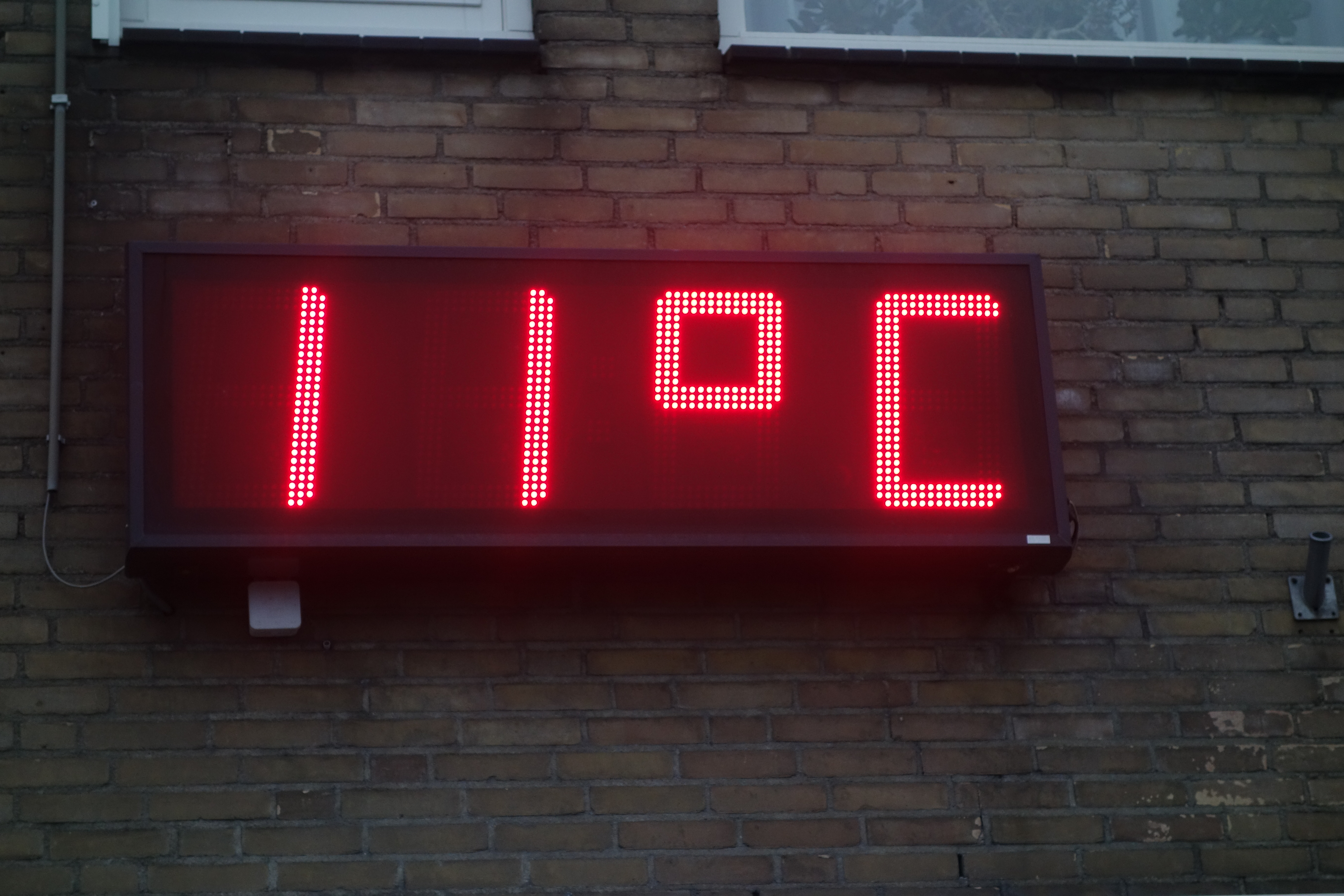

يستخدم مصطلح الدرجة في عدة مقاييس لدرجة الحرارة. عادة ما يتم استخدام الرمز (°)، متبوعًا بالحرف الأولي للوحدة، على سبيل المثال "C°" للدرجة (الدرجات) المئوية. يمكن تعريف الدرجة على أنها تغيير محدد في درجة الحرارة المُقاسة مقابل مقياس معين، على سبيل المثال، درجة واحدة مئوية هي واحد من مائة من تغير درجة الحرارة بين النقطة التي يبدأ عندها الماء في تغيير الحالة من الحالة الصلبة إلى الحالة السائلة والنقطة التي عندها يبدأ في التحول من حالته السائلة إلى الحالة الغازية.

## مقاييس درجة الحرارة مُقاسة بالدرجات
المقاييس الشائعة لدرجة الحرارة المقاسة بالدرجات:
- مئوية (درجة مئوية)
- فهرنهايت (درجة فهرنهايت)
- رانكين (R° أو Ra°) ، الذي يستخدم مقياس فهرنهايت ، يتم ضبطه بحيث تكون درجة 0 رانكين مساوية للصفر المطلق.

على عكس درجة فهرنهايت ودرجة مئوية، لا تتم الإشارة إلى كلفن أو كتابته كدرجة. الكلفن هو الوحدة الأساسية لقياس درجة الحرارة في العلوم الفيزيائية، ولكنه غالبًا ما يستخدم بالاقتران مع الدرجة المئوية التي لها نفس المقدار.
مقاييس درجة الحرارة الأخرى:
- ديلايسل (D°)
- نيوتن (N°)
- ريومور (Ré°)
- رومر (Rø°)
- ويدجوود (W°)

## كلفن
"Degrees Kelvin هو اسم سابق لوحدة درجة الحرارة في نظام الوِحدات الدولي على مقياس درجة الحرارة الديناميكي الحراري (المطلق). منذ عام 1967 عُرفت ببساطة باسم كلفن، برمز K (بدون رمز درجة). الدرجة المطلقة (أ°) هي مصطلحات قديمة، غالبًا ما تشير تحديدًا إلى كلفن ولكن في بعض الأحيان إلى درجة رانكين أيضًا.

## مقارنات
- نقطة غليان الماء: 100.0 درجة مئوية / 212.0 فهرنهايت
- نقطة انصهار الجليد: 0.0 درجة مئوية / 32.0 درجة فهرنهايت
- درجة حرارة جسم الإنسان الطبيعية: 37.0 درجة مئوية / 98.6 درجة فهرنهايت
- درجة حرارة الغرفة: 20-25 درجة مئوية / 68-77 درجة فهرنهايت.[2]

## تحويلات درجة الحرارة
تعتمد جميع وحدات درجة الحرارة الرئيسية الثلاث خطيًا، وبالتالي فإن التحويل بين أي منها يكون مباشرًا نسبيًا. على سبيل المثال، أي درجة حرارة {\displaystyle c} تُقاس بالدرجة المئوية يمكن حسابها من قيمة مقابلة {\displaystyle f} بالدرجات فهرنهايت أو {\displaystyle k} كلفن بواسطة :
{\displaystyle {\begin{aligned}c\;=\;{\frac {5}{9}}(f-32)\;=\;k-273.15\end{aligned}}}
يمكن أيضًا إعادة ترتيب المعادلات أعلاه، لحل {\displaystyle f} أو {\displaystyle k} :
{\displaystyle {\begin{aligned}f\;&=\;{\frac {9}{5}}c+32\;=\;{\frac {9}{5}}(k-273.15)+32\\k\;&=\;c+273.15\;=\;{\frac {5}{9}}(f-32)+273.15\end{aligned}}}